# Time Inc.
Time Inc. (referit de asemenea ca Time & Life, Inc. mai târziu, după cele două publicații de odinioară în reviste emblematice) a fost o companie americană mondială de mass media fondată pe 28 noiembrie 1922 de Henry Luce și Briton Hadden cu sediul în New York City. A deținut și publicat peste 100 de mărci de reviste, inclusiv eponimul Time, Sports Illustrated, Travel + Leisure, Food & Wine, Fortune, People, InStyle, Life, Golf Magazine, Southern Living, Essence, Real Simple, și Entertainment Weekly. A avut de asemenea filiale care au cooperat cu casa de reviste britanică Time Inc. UK (care a fost mai târziu vândută și de atunci redenumită ca TI Media), ale cărori titluri mari includ What's on TV, NME, Country Life, și Wallpaper. Time Inc. de asemenea a cooperat peste 60 de site-uri web și titluri doar digitale inclusiv MyRecipes, Extra Crispy, TheSnug, HelloGiggles, și MIMI.
În 1990, Time Inc. a fuzionat cu Warner Communications să formeze conglomeratul media Time Warner (acum Warner Bros. Discovery). În 2018, compania media Meredith Corporation a cumpărat Time Inc. pentru 2 8 miliarde de $. Meredith a fost apoi cumpărată de IAC și fuzionată cu Dotdash să formeze Dotdash Meredith trei ani mai târziu, rezultând astfel în IAC obținând majoritatea fostelor active ale Time Inc.